# Hedwiga Rosenbaumova
Hedwig Rosenbaum (nacida en 1864), de soltera Hedwig Austerlitz, en checo llamada Hedwiga Rosenbaumová, de 1909 Hedwig Raabe, fue una jugadora de tenis que representaba Bohemia.
Ella ganó dos medallas de bronce en tenis en los Juegos Olímpicos de París 1900, en individual femenino y en dobles mixtos junto con Archibald Warden de Gran Bretaña.
Hedwig Rosenbaum era de origen judío-alemán y vivió en Praga toda su vida. Perteneció a la primera generación de Praga que jugó al tenis. Ha sido directora gerente y miembro de la junta del Club de Artistas Femeninas Alemanas en Praga (Klub deutscher Künstlerinnen in Prag) desde su fundación en 1905.Durante la Primera Guerra Mundial, Hedwig Raabe trabajó como enfermera. Trabajó temporalmente en la editorial de su sobrino Heinrich Mercy Jr. y dirigió una tienda de artesanías desde 1921. Tradujo libros de deportes, obras de teatro y ficción del inglés al alemán para periódicos de Praga y editoriales alemanas.